# بالدو دی گرگوریو
بالدو دی گرگوریو (انگلیسی: Baldo di Gregorio؛ زادهٔ ۲۲ ژانویهٔ ۱۹۸۴) بازیکن فوتبال اهل آلمان است.
از باشگاه‌هایی که در آن بازی کرده‌است می‌توان به باشگاه فوتبال گسترش فولاد تبریز، باشگاه فوتبال اشبورن ۱، باشگاه فوتبال آرمینیا بیله‌فلد، باشگاه فوتبال روت وایس اهلن، و باشگاه فوتبال آینتراخت فرانکفورت اشاره کرد.